# فيلبو روماغنا
فيلبو روماغنا (بالإيطالية: Filippo Romagna)‏ (26 مايو 1997 بفانو في إيطاليا - ) هو لاعب كرة قدم إيطالي في مركز الدفاع. لعب مع نادي نوفارا.

## وصلات خارجية
- فيلبو روماغنا على موقع الاتحاد الدولي (مؤرشف)  (الإنجليزية)
- فيلبو روماغنا على موقع الاتحاد الأوربي (الإنجليزية)
- فيلبو روماغنا على موقع قاعدة بيانات كرة القدم.إي يو (الإنجليزية)
- فيلبو روماغنا على موقع Soccerbase.com (لاعب) (الإنجليزية)
- فيلبو روماغنا على موقع Soccerway.com (الإنجليزية)
- فيلبو روماغنا على موقع عالم كرة القدم.نت (الإنجليزية)
- فيلبو روماغنا على موقع AS.com (الإسبانية)